# Werkswohnhaus Weserstraße
Das Werkswohnhaus Weserstraße, das sogenannte Beamtenhaus für Leitende Angestellte, befindet sich in Bremen, Stadtteil Vegesack, Ortsteil Vegesack, Weserstraße 69/70. 
Das Gebäude entstand 1922 nach Plänen von August Abbehusen. Es steht seit 1986 unter Bremer Denkmalschutz.

## Geschichte
Die Schiffswerft Bremer Vulkan wuchs nach dem Ersten Weltkrieg erheblich. Nach 1920 stieg die Mitarbeiterzahl ständig auf über 4000. Der Vulkan war gezwungen, für die zuwandernden Arbeiter und Ingenieure Werkswohnungen möglichst in der Nähe der Werft zu bauen.

Das verputzte, u-förmige, zweigeschossige Gebäude für sechs großzügige Wohnungen mit einem Mansarddach und der Fassade eines Herrenhauses wurde deshalb 1922 in der Epoche der Zwischenkriegszeit gebaut.
Das sanierte Wohngebäude blieb erhalten, die Werft wurde 1997 aufgelöst.